# Huachipaeri
El huachipaeri o wachipairi es una lengua indígena de la Amazonía Peruana que pertenece a la familia harákmbut. También es conocida como huachipaire, wačipairi y con el derogativo mashco.
Esta lengua indígena se habla en Cuzco y Madre de Dios, según censos del 2017 se estima que 664 personas hablan dicha lengua.
La cosmovisión de los huachipaeri radica en que el mundo se divide en 3, el mundo de arriba (Kurundari), el mundo donde vivimos (Wandari), y el mundo que está abajo (Soronhaihue).